# Adam Wharton
Adam James Wharton (* 6. Februar 2004 in Blackburn) ist ein englischer Fußballspieler.

## Karriere

### Verein
In der Jugend der Blackburn Rovers durchlief Wharton alle U-Mannschaften und stieß zur Spielzeit 2022/23 fest in den Kader der ersten Mannschaft vor. Für diese hatte er sein Debüt am 27. August 2022 bei einer 0:1-Niederlage gegen Stoke City, bei welcher er zur zweiten Halbzeit für Joe Rankin-Costello eingewechselt wurde. Durch seine guten Leistungen wurde Crystal Palace auf ihn aufmerksam, die ihn zum 1. Februar 2024 verpflichteten. In der Premier League debütierte er am 3. Februar 2024, als in der 28. Minute für den verletzten Marc Guéhi ins Spiel kam.

### Nationalmannschaft
Mit der englischen U19 nahm Wharton von September 2022 bis März 2023 an Qualifikationsspielen für die Europameisterschaft teil. Danach bestritt er mit der U20 einige Spiele in der U20 Elite League und kam am 26. März 2024 ein Mal für die U21 zum Einsatz.
Wharton wurde am 21. Mai 2024 in den erweiterten Kader für die Vorbereitungsspiele der A-Nationalmannschaft zur Europameisterschaft 2024 aufgenommen. Er gab sein Debüt im Vorbereitungsspiel gegen Bosnien-Herzegowina.